# Sarpourenx
Sarpourenx (prononcé [saʁpuʁɛ̃ks] ; en béarnais Sarporencs ou Sarpouréncs) est une commune française située dans le département des Pyrénées-Atlantiques, en région Nouvelle-Aquitaine.
Le gentilé est Sarpourenois.

## Géographie

### Localisation
La commune de Sarpourenx se trouve dans le département des Pyrénées-Atlantiques, en région Nouvelle-Aquitaine.
Elle se situe à 47 km par la route de Pau, préfecture du département, et à 17 km de Mourenx, bureau centralisateur du canton du Cœur de Béarn dont dépend la commune depuis 2015 pour les élections départementales.
La commune fait en outre partie du bassin de vie d'Orthez.
Les communes les plus proches sont : 
Castétis (1,3 km), Biron (2,0 km), Maslacq (2,3 km), Argagnon (2,4 km), Castetner (3,1 km), Balansun (4,0 km), Loubieng (4,7 km), Laà-Mondrans (5,0 km).
Sur le plan historique et culturel, Sarpourenx fait partie de la province du Béarn, qui fut également un État et qui présente une unité historique et culturelle à laquelle s’oppose une diversité frappante de paysages au relief tourmenté.

### Communes limitrophes
Les communes limitrophes sont  Argagnon, Biron, Castetner, Castétis et Maslacq.
|       | Castétis   |          |
| Biron | Sarpourenx | Argagnon |
|       | Castetner  | Maslacq  |

### Hydrographie

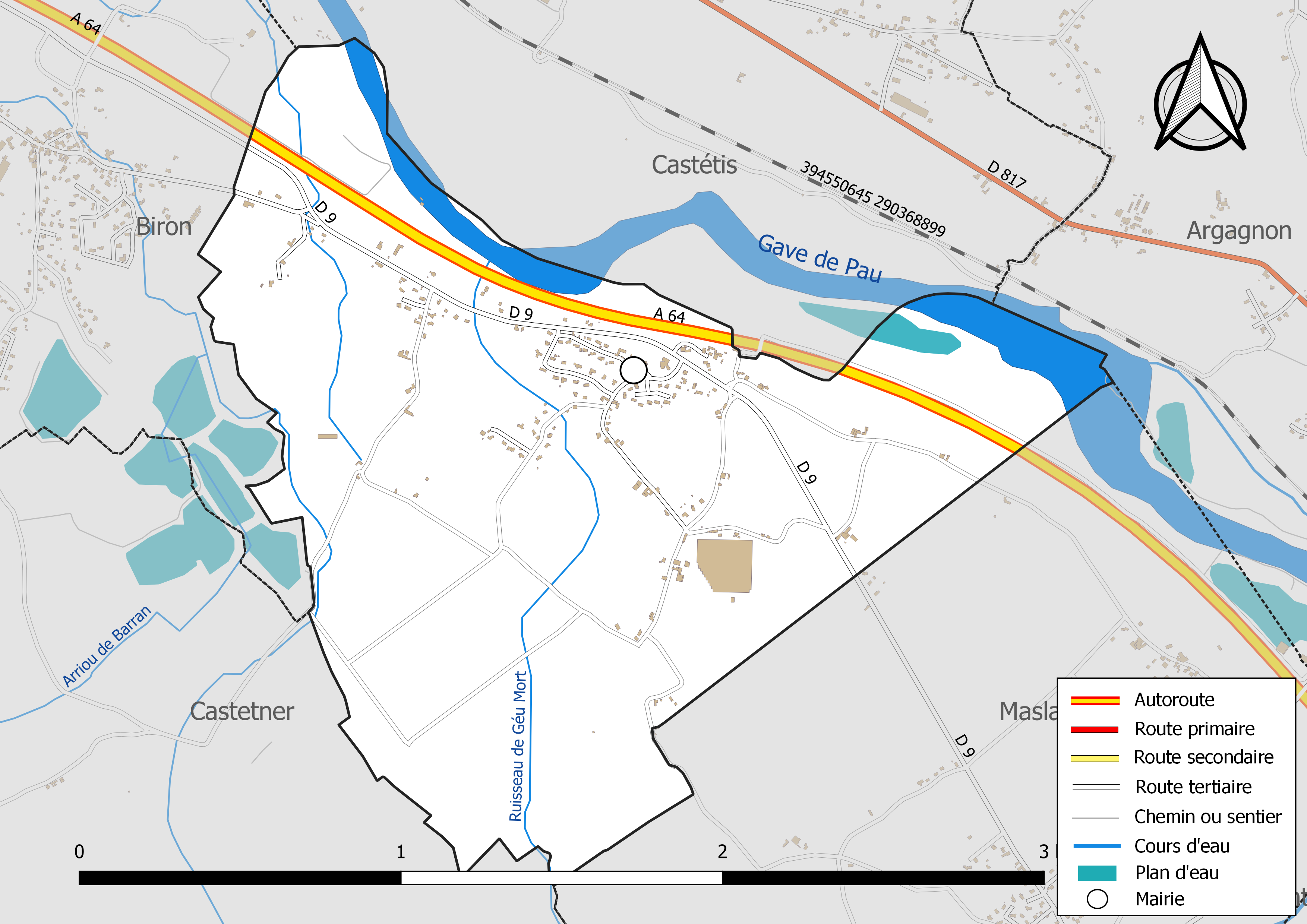
Réseaux hydrographique et routier de Sarpourenx.

La commune est drainée par le gave de Pau, Arriou de Barran le ruisseau de Géu Mort et par divers petits cours d'eau, constituant un réseau hydrographique de 5 km de longueur totale,.
Le gave de Pau, d'une longueur totale de 192,8 km, prend sa source dans la commune de Gavarnie-Gèdre et s'écoule du sud-est vers le nord-ouest. Il traverse la commune et se jette dans l'Adour à Saint-Laurent-de-Gosse, après avoir traversé 88 communes.

### Climat
Pour des articles plus généraux, voir Climat de la Nouvelle-Aquitaine et Climat des Pyrénées-Atlantiques.
Historiquement, la commune est dans une zone de transition entre les climats océaniques aquitain et basque.  
En 2020, Météo-France publie une typologie des climats de la France métropolitaine dans laquelle la commune est exposée à un climat de montagne et est dans la région climatique Pyrénées atlantiques, caractérisée par une pluviométrie élevée (>1 200 mm/an) en toutes saisons, des hivers très doux (7,5 °C en plaine) et des vents faibles.
Pour la période 1971-2000, la température annuelle moyenne est de 13,7 °C, avec une amplitude thermique annuelle de 14,1 °C. Le cumul annuel moyen de précipitations est de 1 178 mm, avec 11,8 jours de précipitations en janvier et 7,9 jours en juillet. Pour la période 1991-2020, la température moyenne annuelle observée sur la station météorologique la plus proche, située sur la commune d'Orthez à 6 km à vol d'oiseau, est de 14,1 °C et le cumul annuel moyen de précipitations est de 1 211,5 mm,. Pour l'avenir, les paramètres climatiques de la commune estimés pour 2050 selon différents scénarios d’émission de gaz à effet de serre sont consultables sur un site dédié publié par Météo-France en novembre 2022.

### Milieux naturels et biodiversité

#### Réseau Natura 2000
Le réseau Natura 2000 est un réseau écologique européen de sites naturels d'intérêt écologique élaboré à partir des Directives « Habitats » et « Oiseaux », constitué de zones spéciales de conservation (ZSC) et de zones de protection spéciale (ZPS).
Un site Natura 2000 a été défini sur la commune au titre de la « directive Habitats » : le « gave de Pau », d'une superficie de 8 194 ha, un vaste réseau hydrographique avec un système de saligues encore vivace,.

#### Zones naturelles d'intérêt écologique, faunistique et floristique
L’inventaire des zones naturelles d'intérêt écologique, faunistique et floristique (ZNIEFF) a pour objectif de réaliser une couverture des zones les plus intéressantes sur le plan écologique, essentiellement dans la perspective d’améliorer la connaissance du patrimoine naturel national et de fournir aux différents décideurs un outil d’aide à la prise en compte de l’environnement dans l’aménagement du territoire.
Une ZNIEFF de type 2 est recensée sur la commune, : 
le « réseau hydrographique du gave de Pau et ses annexes hydrauliques » (3 000,84 ha), couvrant 71 communes dont 10 dans les Landes, 59 dans les Pyrénées-Atlantiques et 2 dans les Hautes-Pyrénées.

## Urbanisme

### Typologie
Au 1er janvier 2024, Sarpourenx est catégorisée commune rurale à habitat dispersé, selon la nouvelle grille communale de densité à sept niveaux définie par l'Insee en 2022.
Elle appartient à l'unité urbaine d'Orthez, une agglomération intra-départementale regroupant cinq  communes, dont elle est une commune de la banlieue,,. Par ailleurs la commune fait partie de l'aire d'attraction d'Orthez, dont elle est une commune de la couronne,. Cette aire, qui regroupe 26 communes, est catégorisée dans les aires de moins de 50 000 habitants,.

### Occupation des sols

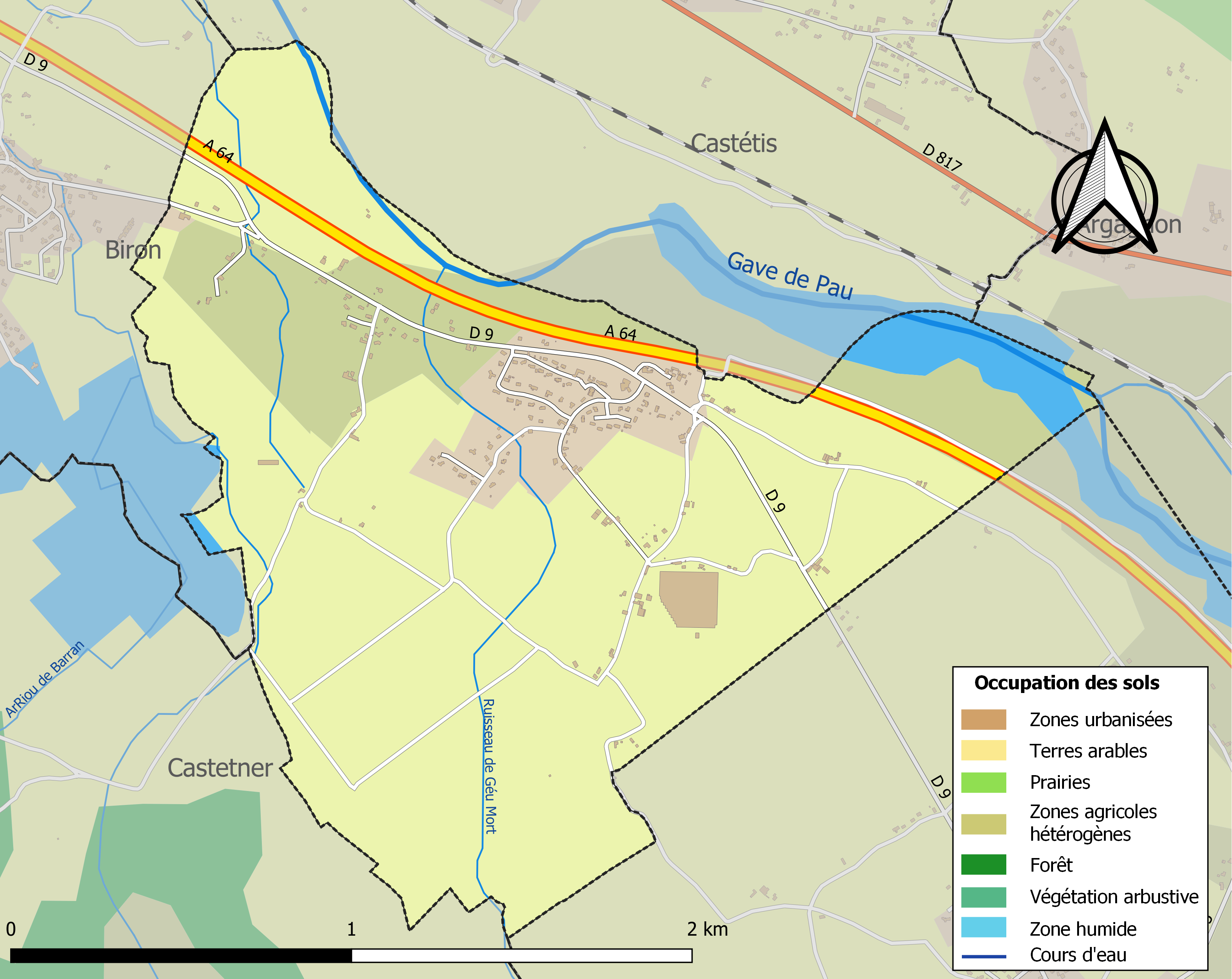
Carte des infrastructures et de l'occupation des sols de la commune en 2018 (CLC).

L'occupation des sols de la commune, telle qu'elle ressort de la base de données européenne d’occupation biophysique des sols Corine Land Cover (CLC), est marquée par l'importance des territoires agricoles (88,5 % en 2018), en diminution par rapport à 1990 (97,5 %). La répartition détaillée en 2018 est la suivante : 
terres arables (71,1 %), zones agricoles hétérogènes (17,5 %), zones urbanisées (8,5 %), eaux continentales (3 %). L'évolution de l’occupation des sols de la commune et de ses infrastructures peut être observée sur les différentes représentations cartographiques du territoire : la carte de Cassini (XVIIIe siècle), la carte d'état-major (1820-1866) et les cartes ou photos aériennes de l'IGN pour la période actuelle (1950 à aujourd'hui).

### Lieux-dits et hameaux
- le Gave.

### Voies de communication et transports
La commune est desservie par la route départementale 9, à proximité immédiate de la sortie 8 de l'autoroute A64.

### Risques majeurs
Le territoire de la commune de Sarpourenx est vulnérable à différents aléas naturels : météorologiques (tempête, orage, neige, grand froid, canicule ou sécheresse), inondations et séisme (sismicité modérée). Il est également exposé à un risque technologique,  le transport de matières dangereuses. Un site publié par le BRGM permet d'évaluer simplement et rapidement les risques d'un bien localisé soit par son adresse soit par le numéro de sa parcelle.

#### Risques naturels
Certaines parties du territoire communal sont susceptibles d’être affectées par le risque d’inondation par une crue à  débordement lent de cours d'eau, notamment le gave de Pau. La commune a été reconnue en état de catastrophe naturelle au titre des dommages causés par les inondations et coulées de boue survenues en 1982, 1983, 1992, 2009, 2013 et 2018,.

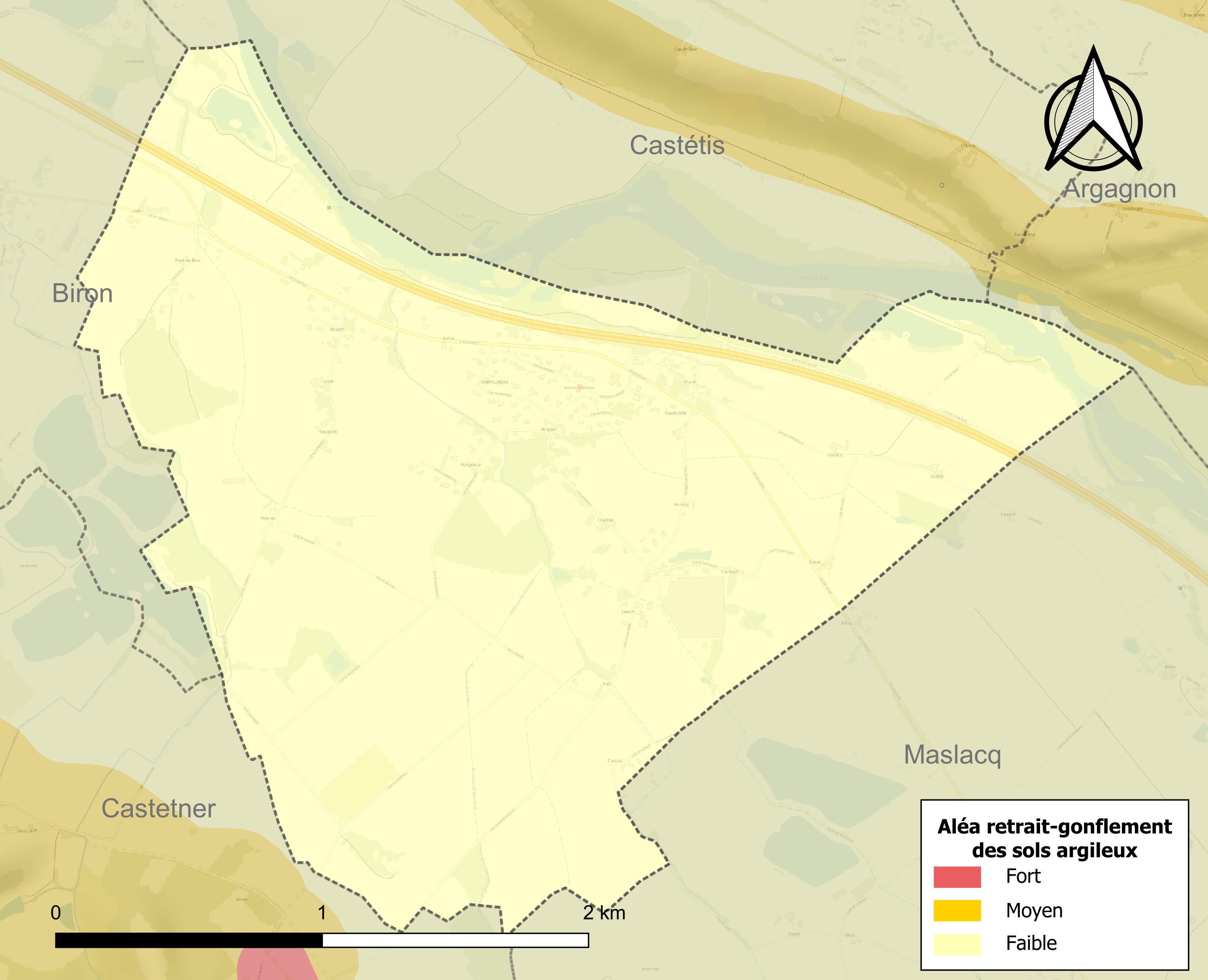
Carte des zones d'aléa retrait-gonflement des sols argileux de Sarpourenx.

Le retrait-gonflement des sols argileux est susceptible d'engendrer des dommages importants aux bâtiments en cas d’alternance de périodes de sécheresse et de pluie. Aucune partie du territoire de la commune n'est en aléa moyen ou fort (59 % au niveau départemental et 48,5 % au niveau national). Depuis le 1er octobre 2020, en application de la loi ELAN, différentes contraintes s'imposent aux vendeurs, maîtres d'ouvrages ou constructeurs de biens situés dans une zone classée en aléa moyen ou fort,.

## Toponymie
Le toponyme Sarpourenx apparaît sous les formes Sarporencx (1385, censier de Béarn), Sarporencxs et Sarporenxs (respectivement 1538 et 1546, réformation de Béarn).
Son nom béarnais est Sarporencs ou Sarpouréncs.

## Histoire
Paul Raymond note que la commune comptait une abbaye laïque, vassale de la vicomté de Béarn.
En 1385, on y comptait 25 feux. La commune dépendait alors du bailliage de Larbaig.

## Politique et administration
| Période                                  | Période  | Identité                                | Étiquette | Qualité |
| ---------------------------------------- | -------- | --------------------------------------- | --------- | ------- |
| 1971                                     | 2008     | Gérard Lalanne                          |           |         |
| 2008                                     | 2008     | Gérard Lalanne (décès en Décembre 2008) |           |         |
| 2008                                     | 2015     | Emmanuelle Lacroix Chague               |           |         |
| 2015                                     | En cours | Jean-Jacques Lascabes                   |           |         |
| Les données manquantes sont à compléter. |          |                                         |           |         |

Le 13 février 2008, le maire de Sarpourenx, Gérard Lalanne a pris un arrêté « interdisant » de décéder sur le territoire de sa commune et menaçant les contrevenants de sévère sanction.
Le maire entendait ainsi protester contre une décision de justice l'empêchant, au terme de plusieurs années de procédure, d'exproprier un terrain agricole privé de 5 000 m2 pour agrandir son cimetière de 900 m2.
Un arrêté similaire a été pris à Cugnaux près de Toulouse.

### Intercommunalité
Sarpourenx participe à six structures intercommunales :
- la communauté de communes de Lacq-Orthez ;
- le SIVOM de Lagor ;
- le syndicat à vocation scolaire de Biron - Castetner - Sarpourenx ;
- le syndicat d'énergie des Pyrénées-Atlantiques ;
- le syndicat intercommunal d'eau et d'assainissement gave et Baïse ;
- le syndicat intercommunal de défense contre les inondations du gave de Pau.

## Population et société

### Démographie
L'évolution du nombre d'habitants est connue à travers les recensements de la population effectués dans la commune depuis 1793. Pour les communes de moins de 10 000 habitants, une enquête de recensement portant sur toute la population est réalisée tous les cinq ans, les populations de référence des années intermédiaires étant quant à elles estimées par interpolation ou extrapolation. Pour la commune, le premier recensement exhaustif entrant dans le cadre du nouveau dispositif a été réalisé en 2005.

En 2022, la commune comptait 290 habitants, en évolution de −13,69 % par rapport à 2016 (Pyrénées-Atlantiques : +3,78 %, France hors Mayotte : +2,11 %).
| 1793 | 1800 | 1806 | 1821 | 1831 | 1836 | 1841 | 1846 | 1851 |
| ---- | ---- | ---- | ---- | ---- | ---- | ---- | ---- | ---- |
| 241  | 229  | 258  | 313  | 327  | 319  | 303  | 302  | 310  |

| 1856 | 1861 | 1866 | 1872 | 1876 | 1881 | 1886 | 1891 | 1896 |
| ---- | ---- | ---- | ---- | ---- | ---- | ---- | ---- | ---- |
| 298  | 287  | 257  | 236  | 255  | 228  | 215  | 220  | 207  |

| 1901 | 1906 | 1911 | 1921 | 1926 | 1931 | 1936 | 1946 | 1954 |
| ---- | ---- | ---- | ---- | ---- | ---- | ---- | ---- | ---- |
| 206  | 214  | 203  | 173  | 168  | 157  | 150  | 151  | 156  |

| 1962 | 1968 | 1975 | 1982 | 1990 | 1999 | 2005 | 2006 | 2010 |
| ---- | ---- | ---- | ---- | ---- | ---- | ---- | ---- | ---- |
| 199  | 205  | 199  | 208  | 220  | 240  | 258  | 270  | 274  |

| 2015 | 2020 | 2022 | - | - | - | - | - | - |
| ---- | ---- | ---- | - | - | - | - | - | - |
| 319  | 296  | 290  | - | - | - | - | - | - |

La commune fait partie de l'aire d'attraction d'Orthez.

## Économie
La commune fait partie de la zone d'appellation de l'ossau-iraty.

## Culture locale et patrimoine

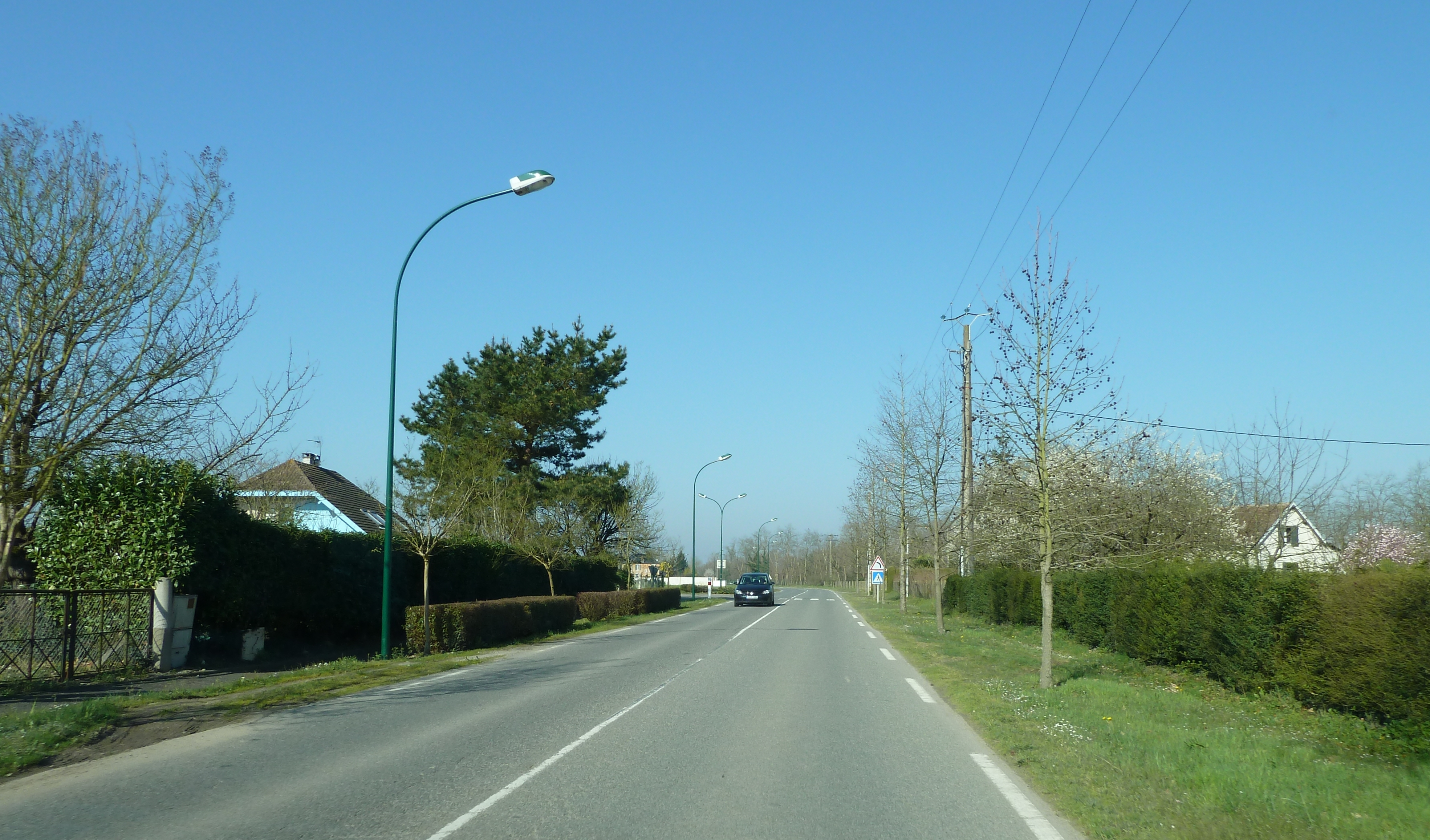
Sarpourenx.
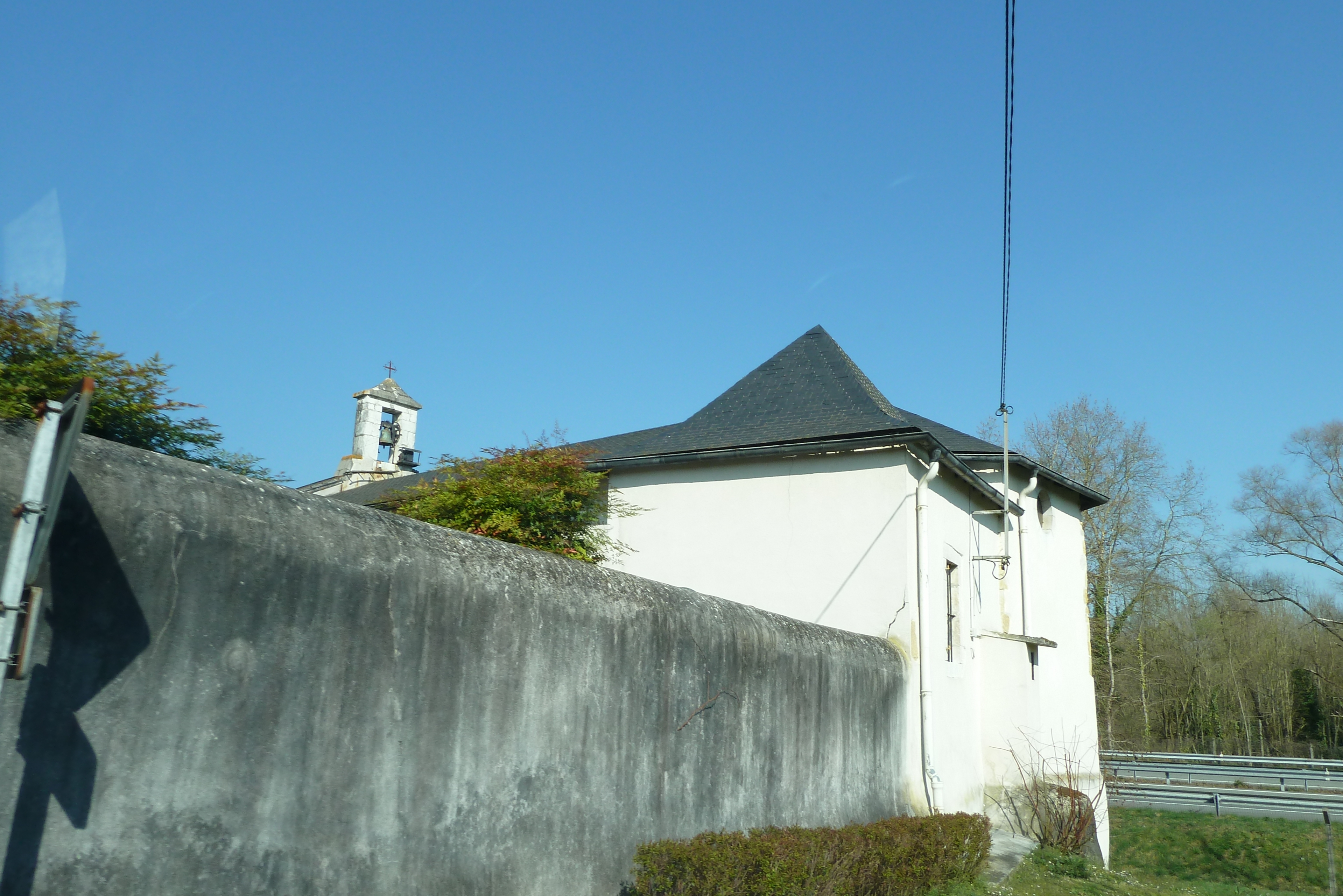
L'église.

### Patrimoine religieux
L’église de Sarpourenx est dédiée à Pierre ès Liens.